# Elysius breviuscula
Elysius breviuscula là một loài bướm đêm thuộc phân họ Arctiinae, họ Erebidae.